# Cladocarpus flexilis
Cladocarpus flexilis är en nässeldjursart som beskrevs av Addison Emery Verrill 1885. Cladocarpus flexilis ingår i släktet Cladocarpus och familjen Aglaopheniidae. Inga underarter finns listade i Catalogue of Life.